# Țerovo, Pazardjik
Țerovo (în bulgară Церово) este un sat în comuna Lesiciovo, regiunea Pazardjik,  Bulgaria. 

## Demografie
Componența etnică a satului Țerovo
     Bulgari (80,57%)
     Romi (9,44%)
     Nicio identificare (9,22%)
     Altele (0,76%)
La recensământul din 2011, populația satului Țerovo era de 911 locuitori. Din punct de vedere etnic, majoritatea locuitorilor (80,57%) erau bulgari, cu o minoritate de romi (9,44%). Pentru 9,22% din locuitori nu este cunoscută apartenența etnică.